# Xanthodaphne tenuistriata
Xanthodaphne tenuistriata é uma espécie de gastrópode do gênero Xanthodaphne, pertencente a família Raphitomidae.